# 蕭敬 (明朝宦官)
蕭敬（1439年—1528年），字克恭，别号梅东居士，明朝宦官，福建延平府南平县人，明英宗到明世宗时期的司礼监太监。

## 生平
萧敬自幼入宫服役，入司礼监内书堂读书。萧敬财物登记核算无错。得到了明英宗的赏识。把他升为奉御，再升为御用监左监丞。萧敬会射箭，英宗把他升为太监，派他奉使到荆州、襄阳办事。他行事清静，不骚扰百姓。英宗去世後，他被派去给英宗守陵。明宪宗即位后，萧敬负责管理粮仓，之后晋升为司礼监佥书。萧敬与东厂尚铭关系密切，尚铭被抄家，萧敬于是主动请求继续为宪宗守陵。明孝宗即位后，萧敬为司礼监太监，张皇后的弟弟纵容家奴违法乱纪，孝宗都不予追究。萧敬依法判处，不稍宽贷。明武宗即位，萧敬请假回私宅。刘瑾死后，正德七年（1512年），武宗起用七十四岁的萧敬为司礼监掌印太监。萧敬劝谏武宗到外地游荡作乐。他和宁王朱宸濠有交往，朱宸濠谋反失败，武宗把萧敬罢免。正德十六年（1521年），武宗病逝，由朱厚熜入承帝位，就是明世宗。明世宗命萧敬入宫管理机务。萧敬请求告老退休。世宗准了他的请求。嘉靖七年（1528年），萧敬在宫外私宅病逝。大学士翟銮为他撰墓志铭，杨一清为他写墓表。
| 前任： 张永 (明朝宦官) | 司礼监掌印太监 1512年—1520年 | 繼任： 崔安 |